# Festuca puccinellii
Festuca puccinellii là một loài thực vật có hoa trong họ Hòa thảo. Loài này được Parl. mô tả khoa học đầu tiên năm 1850.